# Alaide Gualberta Beccari
Alaide Gualberta Beccari (nascida em 1842, em Pádua; morta em 1906) foi uma feminista e pacifista italiana, responsável pelo jornal feminista Woman durante as décadas de 1870 e 1880.

## Biografia
Alaide Beccari nasceu em Pádua, em 1842, a única dos 12 filhos de seus pais a chegar à idade adulta. O pai de Beccari era um funcionário de Pádua, que era parte do Império Austro-Húngaro à época. O pai de Beccari era um defensor da unificação italiana e juntou-se ao Risorgimento durante as revoltas de 1848. Quando a revolta fracassou, ele fugiu para Turim. Beccari trabalhou como secretária de seu pai, por um tempo, voltando em seguida para Pádua, quando esta foi capturada pelas forças da Lombardia-Veneza.
Aos 16 anos de idade, Beccari vivia em Veneza, onde lançou o jornal Woman.

## Woman
O jornal Woman era publicado quinzenalmente. A publicação promoveu os direitos das mulheres no contexto da unificação italiana, em 1861.
Woman foi uma rara voz feminista na Itália durante a década de 1870 e 1880, apoiando a "emancipação da mulher". Beccari, como outras feministas italianas de sua geração (Erminia Fuà, Aurelia Cimino Folliero, Sara Nathan, Giovanna Garcea e Adelaide Cairoli), equiparava a emancipação das mulheres à unificação política italiana, referindo-se ao "Risorgimento das mulheres". O jornal Woman deu cobertura para Anna Maria Mozzoni, que lutou para a reforma das leis sobre a prostituição na Itália. Mozzoni e Beccari divulgaram o conceito de "mulher cidadã" e "mãe patriota". Woman também promoveu as causas da Josephine Butler. Artigos originalmente impressos em Woman foram traduzidos e publicados no exterior. Em 1877, Woman realizou uma petição, chegando a 3.000 assinaturas em apoio ao sufrágio das mulheres na Itália.
Beccari acreditava que as mulheres poderiam contrabalançar o "militarismo" masculino. Ela apoiou causas pacifistas e frequentemente Woman deu cobertura para organizações pacifistas, como a fundação da Associação Internacional de Mulheres (IAW) por Marie Goegg em Genebra, em 1870.
Beccari também escreveu peças de teatro. Ela escreveu Onu cazo di divorzio (Um Caso de Divórcio), realizada em 1881, que, em retrospecto, foi criticada por sua qualidade literária, sendo chamada de "sentimental" e "previsível".
Beccari foi forçada a abandonar a redação de Woman em 1887, devido a problemas de saúde; Emilia Mariani assumiu como editora do jornal.

## Anos seguintes
Beccari continuou a escrever, criando uma revista infantil chamado Mamma. Ela ofereceu apoio a outros escritoras que tentavam iniciar suas carreiras.
Beccari foi desencorajada pela falta de apoio popular para as causas das mulheres na Itália. Ela se tornou uma militante conhecida do socialismo, o que resultou na perda de apoio das feministas moderadas.